# 玉井敏久
玉井 敏久（たまい としひさ、1963年〈昭和38年〉7月15日 - ）は、日本の政治家。元愛媛県西条市長（2期）。元愛媛県議会議員（3期）。

## 来歴
愛媛県西条市出身。宮窪町立四阪島小学校、新居浜市立西中学校卒業。1982年（昭和57年）3月、愛媛県立西条高等学校卒業。同年4月、四国電力に就職。2000年（平成12年）、四国電力労働組合専従となる。
2007年（平成19年）の愛媛県議会議員選挙で初当選。以後県議を3期務める。民主党の党籍を保有し、民主党愛媛県連の政調会長を務めたが後に民主党を離党。
2016年（平成28年）、県議を辞職。四国電力を退職。同年11月20日に行われた西条市長選挙に出馬し、現職の青野勝ら2候補を破り初当選を果たした。11月28日、市長就任。
※当日有権者数：92,766人 最終投票率：59.67%（前回比：-4.46pts）
| 候補者名 | 年齢 | 所属党派       | 新旧別 | 得票数   | 得票率 | 推薦・支持 |
| -------- | ---- | -------------- | ------ | -------- | ------ | ---------- |
| 玉井敏久 | 53   | 無所属         | 新     | 31,022票 | 56.42% |            |
| 青野勝   | 59   | 無所属         | 現     | 22,919票 | 41.68% |            |
| 西田直人 | 50   | しがらみない党 | 新     | 1,046票  | 1.90%  |            |

2020年（令和2年）に行われた西条市長選挙にて無投票で再選。
2024年（令和6年）11月11日に行われた西条市長選挙において一部の県議や市議、青野勝前市長らが支援した新人の高橋敏明に1,387票差で敗れ、落選。

## 市政
- 2024年(令和6年)10月3 日、国道11号バイパス整備3市合同要望を実施。 東予東部3市(西条市、新居浜市、四国中央市)は、様々な事業で連携を深めている。消防通信指令業務の共同運用、小児科二次救急当番病院、東予東部圏域振興イベント「えひめさんさん物語」など。国土交通省や財務省など霞ヶ関中央官庁への要望活動は、国・県・市による縦の連携に加え、産業構造や人の集積等幅を見せる横の連携も重要であり様々な手段を用いながら部分最適のみならず全体最適を訴えている。
- 2024年(令和6年)9月19日、 株式会社ACSLと災害時応援協定を締結。 自衛隊や総務省消防庁と連携している同社が、地方自治体では全国初となる「ドローンを活用した災害時等における支援活動等に関する協定」を締結した。激甚化多発化する自然災害。中山間地域を持つ西条市。有事の際、頼りになる応援団がまた一つ増えた。
- 2024年(令和6年)7月8日、居酒屋チェーンなどを展開する遊食房屋と災害時の食料や飲料水の供給協力に関する協定を締結。協定では、同社が持つ食材や調理した食品、飲料などを災害時に供給することが定められた。(出典:愛媛新聞7／10付)
- 2023年(令和5年)5月29日、西条市と今治海上保安部が、水難事故防止や海の安全安心などで相互に協力するための包括連携協定を締結。それぞれの人材や技能を活用して、職場教育の充実や環境分野の活動、防災力向上などに取り組むことにした。(出典:愛媛新聞5／30付)
- 2023年(令和5年)5月20日、国鉄総裁や旧西条市長を歴任し「新幹線の生みの親」と呼ばれる十河信二氏(新居浜市出身)と妻キクさんを主人公としたNHK連続テレビ小説の放映を誘致するため、新居浜、西条両市の行政や商工観光団体関係者でつくる「朝ドラ誘致推進協議会」を設立した。(出典:愛媛新聞5／21付)
- 2023年(令和5年)2月2日、2050年に向けた新しい施策「持続可能都市西条2050」を発表。2021年度から実施の「SDGs未来都市」関連の事業を基に、デジタル化や市民個々のデータを活用する取り組みに発展させ、地域課題の解消や新たな住民サービスの創出を目的とする。(出典:愛媛新聞2／3付)
- 2022年(令和4年)5月26日、中小企業の第三者への事業継承にノウハウを持つ「バトンズ」などと包括連携協定を締結。後継者不在による廃業を防ぐため、民間の知見を生かした支援を充実させた。(出典:愛媛新聞5／28付)
- 2022年(令和4年)6月15日、西条市丹原地域の田滝地区で、地域自治組織「明日の田滝を考える会」が設立。西条市とパートナーシップ協定が結ばれた。町づくりに向け対等な関係で協働し、連携を深めることになった。(出典:愛媛新聞6／20付)
- 2022年(令和4年)3月20日、2017年度から西条市飯岡に整備していた「西条東部公園」が完成。憩いの場としての役割に加え、災害の一時避難場所としても運用する。(出典:愛媛新聞3／29付)
- 2021年(令和3年)5月25日、持続可能な開発目標(SDGs)の達成に向けた取り組みを国が支援する「SDGs未来都市」と、その中で先進的な取り組みを提案した自治体を選ぶ2021年度の「自治体SDGsモデル事業」に選ばれた。(出典:愛媛新聞5／26付)
- 2021年(令和3年)3月29日、西条市などでつくる第三セクター「ソラヤマいしづち」(社長:玉井敏久)が、旅行業の「クラブツーリズム」と石鎚山系での観光促進に向けた包括連携協定を締結。体験や学び、趣味などを軸にした新たな観光スタイル「テーマ別観光」を提案して交流人口拡大をめざすことにした。(出典:愛媛新聞3／30付)
- 2021年(令和3年)1月4日、月刊誌「田舎暮らしの本」(宝島社)の企画「2021年版住みたい田舎ベストランキング」で、西条市が人口10万人以上の市のカテゴリーで「総合」「若者世代」「子育て世代」「シニア世代」の全4部門1位に選ばれた。インターネットを活用した移住促進の取り組みが評価された。(出典:愛媛新聞1／5付)
- 2022年（令和4年）7月1日、「西条市こどもの国」で整備を進めていた複合施設「SAIJO BASE」（西条市ひと・夢・未来創造拠点複合施設）が供用開始した。市民活動や仕事の相談にワンストップで対応することを目的とし、総事業費3億9600万円で作られた。「こどもの国」の児童館機能は西条児童館に一本化された[7]。
- 2022年（令和4年）7月9日、世界平和統一家庭連合（旧統一教会）の関連団体「天宙平和連合（UPF）」が主催するサイクリングイベント「ピースロード2022 in新居浜」が新居浜市と西条市で開催[8][9]。地元の経済界の関係者から依頼があり、玉井はサイクリングで参加した[10]。新居浜市長の石川勝行は会場で挨拶した[10]。

## 人物
- 愛媛県立西条高等学校在籍時には野球部に所属し、西条高等学校野球部OB会副会長を務めている[11]。また、愛媛県議会議員時代には徳永繁樹県議（現：今治市長）とバッテリーを組んで、全国都道府県議会議員親善野球大会で何度か優勝を果たしている[12]。